# Pont de l'Observatoire
Le pont de l'Observatoire est un ouvrage annexe de la gare de Liège-Guillemins.

## Situation et accès
Il permet d'accéder directement de l'autoroute A602 aux quais de la gare, ainsi qu'à un parking couvert. 
Le pont se différencie d'autres ouvrages de l'architecte catalan par sa courbure, épousant les formes de la colline au-dessus de l'issue nord du tunnel de Cointe.

## Origine du nom
Le pont doit son nom à l'avenue dans laquelle il débouche, de même que les sorties de l'A602, celle-ci devant elle-même son nom au vieil observatoire astronomique de l'Université de Liège situé sur la colline de Cointe, qu'elle permettait de relier à la ville.

## Historique
Conçu par Santiago Calatrava Valls et construit en 2002, sa mise en exploitation ne date que de septembre 2009, en même temps que la gare elle-même.